# Blame (canción)
«Blame» —en español: «Culpa»— es una canción realizada por el disc jockey y productor británico Calvin Harris, con la colaboración vocal de John Newman, incluida en el cuarto álbum de estudio de Harris, Motion, y lanzada como el tercer sencillo del disco el 4 de septiembre de 2014; también está incluida en la edición de lujo del segundo álbum de Newman, Revolve. Encabezó la UK Singles Chart de Reino Unido, convirtiéndose en el séptimo sencillo número uno de Harris en dicho listado; el quinto como artista principal. Por otro lado, pasó a ser el tercer número uno de Newman, y el segundo como artista invitado. El tema también obtuvo el número uno en las listas de los países escandinavos y se ubicó dentro de los primeros diez en la mayoría de otras listas europeas. En los Estados Unidos, ingresó a las primeras veinte posiciones del Billboard Hot 100.

## Antecedentes
Se anunció el lanzamiento del sencillo en Twitter el 8 de junio de 2014 junto con su el arte de tapa. El 15 de agosto de 2014, se reveló una portada diferente fue subido a iTunes como el nuevo arte oficial de cubierta. La fecha de lanzamiento original estaba programada para el 25 de agosto pero fue pospuesta para el 7 de septiembre de 2014.
Newman dijo acerca de la canción: «Voy a vivir intensamente esto que hemos logrado. Estoy emocionado por ello, creo que un paso muy importante en mi carrera».

## Video musical
El video musical fue filmado en Los Ángeles y Londres en agosto de 2014, bajo la dirección de Emil Nava. El 12 de septiembre de 2014, se lanzó el video oficial de la canción, a través de la cuenta oficial de Harris en VEVO. El video comienza con Harris y Newman en lugares separados en sus casas apropiadas donde ambos están en la cama, mientras que Newman está mirando modelos que se ven en un proyector de cine solamente que no lo ve directamente la pantalla las escenas, las modelos decidieron ir para a asistir a un club nocturno donde una chica se emborracha mientras que otras modelos divididas caen en un fregadero, refrigerador de la cerveza, charco y, finalmente, una bañera. El video termina donde las modelos terminan en un río en el que se están congelando y se nota el cielo que todavía se muestra con un sol en el fondo. 

## Lista de canciones
| Descarga digital — sencillo |                      |          |  |
| N.º                         | Título               | Duración |  |
| 1.                          | «Blame» (Radio edit) | 3:34     |  |

| Reino Unido — Descarga digital |           |          |  |
| N.º                            | Título    | Duración |  |
| 1.                             | «Blame»   | 3:32     |  |
| 2.                             | «C.U.B.A» | 4:29     |  |

| Reino Unido — Descarga digital (Remixes) |                             |          |  |
| N.º                                      | Título                      | Duración |  |
| 1.                                       | «Blame» (Jacob Plant Remix) | 4:56     |  |
| 2.                                       | «Blame» (R3HAB Club Remix)  | 4:20     |  |
| 3.                                       | «Blame» (R3HAB Trap Remix)  | 3:32     |  |
| 4.                                       | «Blame» (BURNS Remix)       | 4:17     |  |

## Posicionamiento en listas y certificaciones
| Lista (2014)                              | Mejor posición |
| ----------------------------------------- | -------------- |
| Alemania (Offizielle Deutsche Charts)     | 4              |
| Australia (ARIA)                          | 9              |
| Austria (Ö3 Austria Top 40)               | 4              |
| Bélgica (Flandes) (Ultratop 50)           | 7              |
| Bélgica (Valonia) (Ultratop 50)           | 2              |
| Canadá (Canadian Hot 100)                 | 11             |
| Colombia (Monitor Latino)                 | 1              |
| Dinamarca (Tracklisten)                   | 6              |
| Escocia (Scottish Singles Top 40)         | 1              |
| Eslovaquia (Singles Digital Top 100)      | 1              |
| España (Top 100 Canciones)                | 9              |
| Estados Unidos (Billboard Hot 100)        | 19             |
| Estados Unidos (Pop Songs)                | 3              |
| Estados Unidos (Adult Pop Songs)          | 24             |
| Estados Unidos (Hot Dance Club Songs)     | 5              |
| Estados Unidos (Dance/Electronic Songs)   | 1              |
| Euro Digital Songs                        | 2              |
| Finlandia (OFC)                           | 1              |
| Francia (SNEP)                            | 7              |
| Grecia (Greece Digital Songs)             | 3              |
| Hungría (Single Top 40)                   | 2              |
| Irlanda (IRMA)                            | 5              |
| Israel (Media Forest)                     | 3              |
| Italia (FIMI)                             | 4              |
| Japón (Japan Hot 100)                     | 48             |
| México (Billboard Mexican Airplay)        | 1              |
| México (monitorLATINO México)             | 2              |
| Noruega (VG-lista)                        | 1              |
| Nueva Zelanda (Recorded Music NZ)         | 9              |
| Países Bajos (Dutch Top 40)               | 1              |
| Polonia (Polish Airplay Top 20)           | 4              |
| Portugal (Portugal Digital Songs)         | 4              |
| Reino Unido (UK Singles Chart)            | 1              |
| Reino Unido (UK Dance Chart)              | 1              |
| República Checa (Singles Digital Top 100) | 1              |
| Suecia (Sverigetopplistan)                | 1              |
| Suiza (Schweizer Hitparade)               | 4              |

| País           | Lista (2014)                     | Posición | Ref.   |
| -------------- | -------------------------------- | -------- | ------ |
| Alemania       | Media Control Charts             | 40       | [ 52 ] |
| Australia      | ARIA Singles Chart               | 73       | [ 53 ] |
| Austria        | Austrian Singles Chart           | 75       | [ 54 ] |
| Bélgica        | Ultratop flamenca                | 82       | [ 55 ] |
| Bélgica        | Ultratop valona                  | 73       | [ 56 ] |
| Canadá         | Canadian Hot 100                 | 81       | [ 57 ] |
| Dinamarca      | Tracklisten                      | 35       | [ 58 ] |
| Estados Unidos | Billboard Dance/Electronic Songs | 15       | [ 59 ] |
| Países Bajos   | Nederlandse Top 40               | 23       | [ 60 ] |
| Reino Unido    | The Official Charts Company      | 37       | [ 61 ] |
| Suecia         | Sverigetopplistan                | 42       | [ 62 ] |
| Suiza          | Schweizer Hitparade              | 45       | [ 63 ] |

### Certificaciones
| País           | Organismo certificador | Certificación    | Ventas certificadas | Ref.   |
| -------------- | ---------------------- | ---------------- | ------------------- | ------ |
| Alemania       | BVMI                   | Oro              | 200 000             | [ 64 ] |
| Australia      | ARIA                   | Platino          | 70 000              | [ 65 ] |
| Canadá         | Music Canada           | Platino          | 80 000              | [ 66 ] |
| Estados Unidos | RIAA                   | Platino          | 1 000               | [ 67 ] |
| Italia         | FIMI                   | 2× Platino       | 100 000             | [ 68 ] |
| México         | AMPROFON               | 4× Platino + Oro | 270 000             | [ 69 ] |
| Nueva Zelanda  | RMNZ                   | Oro              | 7 500               | [ 70 ] |
| Reino Unido    | BPI                    | Platino          | 600 000             | [ 71 ] |
| Suiza          | IFPI (Suiza)           | Oro              | 15 000              | [ 72 ] |

## Sucesión en listas
| Anterior: «Prayer in C» de Lilly Wood & Robin Schulz | UK Singles Chart — Sencillo N.º 1 14 de septiembre de 2014 — 20 de septiembre de 2014  | Siguiente: «Changing» de Sigma con Paloma Faith  |
| Anterior: «Prayer in C» de Lilly Wood & Robin Schulz | The Official Finnish Charts — Sencillo N.º 1 38.ª semana de 2014 — 41.ª semana de 2014 | Siguiente: «Naurava kulkuri» de Elastinen        |
| Anterior: «Prayer in C» de Lilly Wood & Robin Schulz | VG-lista — Sencillo N.º 1 39.ª semana de 2014 — 41.ª semana de 2014                    | Siguiente: «Gold» de Gabriel Ríos                |
| Anterior: «I'm an Albatraoz» de Aronchupa            | Sverigetopplistan — Sencillo N.º 1 25 de septiembre de 2014 — 15 de octubre de 2014    | Siguiente: «The Days» de Avicii                  |
| Anterior: «Fireball» de Pitbull con John Ryan        | Dutch Top 40 — Sencillo N.º 1 4 de octubre de 2014 — 17 de octubre de 2014             | Siguiente: «Nothing Really Matters» de Mr. Probz |